# Dorceta Taylor
 (mai 2022).
La mise en forme du texte ne suit pas les recommandations de Wikipédia : il faut le « wikifier ».
Les points d'amélioration suivants sont les cas les plus fréquents. Le détail des points à revoir est peut-être précisé sur la page de discussion.
- Les titres sont pré-formatés par le logiciel. Ils ne sont ni en capitales, ni en gras.
- Le texte ne doit pas être écrit en capitales (les noms de famille non plus), ni en gras, ni en italique, ni en « petit »…
- Le gras n'est utilisé que pour surligner le titre de l'article dans l'introduction, une seule fois.
- L'italique est rarement utilisé : mots en langue étrangère, titres d'œuvres, noms de bateaux, etc.
- Les citations ne sont pas en italique mais en corps de texte normal. Elles sont entourées par des guillemets français : « et ».
- Les listes à puces sont à éviter, des paragraphes rédigés étant largement préférés. Les tableaux sont à réserver à la présentation de données structurées (résultats, etc.).
- Les appels de note de bas de page (petits chiffres en exposant, introduits par l'outil «  Source ») sont à placer entre la fin de phrase et le point final[comme ça].
- Les liens internes (vers d'autres articles de Wikipédia) sont à choisir avec parcimonie. Créez des liens vers des articles approfondissant le sujet. Les termes génériques sans rapport avec le sujet sont à éviter, ainsi que les répétitions de liens vers un même terme.
- Les liens externes sont à placer uniquement dans une section « Liens externes », à la fin de l'article. Ces liens sont à choisir avec parcimonie suivant les règles définies. Si un lien sert de source à l'article, son insertion dans le texte est à faire par les notes de bas de page.
- La présentation des références doit suivre les conventions bibliographiques. Il est recommandé d'utiliser les modèles {{Ouvrage}}, {{Chapitre}}, {{Article}}, {{Lien web}} et/ou {{Bibliographie}}. Le mode d'édition visuel peut mettre en forme automatiquement les références.
- Insérer une infobox (cadre d'informations à droite) n'est pas obligatoire pour parachever la mise en page.

Pour une aide détaillée, merci de consulter Aide:Wikification.
Si vous pensez que ces points ont été résolus, vous pouvez retirer ce bandeau et améliorer la mise en forme d'un autre article.
Dorceta E. Taylor est une sociologue de l'environnement américaine connue pour ses travaux sur la justice environnementale et le racisme dans le mouvement écologiste.
Elle est doyenne associée de la diversité, équité et inclusion à la Yale School of the Environment (en), ainsi que professeure de justice environnementale. Auparavant, elle était directrice de la diversité, de l'équité et de l'inclusion à la University of Michigan School for Environment and Sustainability (en) (SEAS) de l'université du Michigan, où elle a également été professeure de justice environnementale à la Collégiale James E. Crowfoot. Les recherches de Dorceta Taylor ont porté sur l'histoire de l'environnement, la justice environnementale, la politique environnementale, les loisirs et la récréation, le genre et le développement, les affaires urbaines, les relations raciales, l'action collective et les mouvements sociaux, les emplois verts, la diversité dans le domaine environnemental, l'insécurité alimentaire et l'agriculture urbaine.
Spécialiste de la justice environnementale, le travail de Dorceta Taylor a remporté de nombreux prix. Son livre de 2009, The Environment and the People in American Cities: 1600s-1900s, a été la première histoire de l'injustice environnementale en Amérique. Son livre de 2014, Toxic Communities, a été salué comme un « porte-drapeau » de la recherche sur la justice environnementale. Son livre, The Rise of the American Conservation Movement est une « vaste histoire sociale » qui remet en question les récits de l'histoire de l'environnement et incite les lecteurs à « reconsidérer presque tout ».

## Jeunesse et éducation
Dorceta Taylor est née et a grandi dans la campagne jamaïcaine. Elle a obtenu un baccalauréat ès arts en sciences de l'environnement et en biologie (avec mention) de la Northeastern Illinois University à Chicago en 1983. Elle a décroché une maîtrise en sciences forestières de l'université de Yale en 1985. Puis, elle a décroché une maîtrise en art et une maîtrise en philosophie en 1988  et enfinun doctorat en sociologie et études forestières et environnementales à l'École de foresterie et du Département de sociologie de l'université de Yale en 1991. Elle a été la première femme afro-américaine à obtenir un doctorat de la Yale School of Forestry &amp; Environmental Studies .

## Carrière académique
Taylor a reçu une bourse postdoctorale sur les minorités de la National Science Foundation en 1991 pour étudier l'activisme environnemental des minorités ethniques en Grande-Bretagne. Elle s'est affiliée au département de géographie de l'University College of London pendant qu'elle menait ses recherches. En 1992, elle a obtenu une bourse postdoctorale Ford Foundation/Rockefeller Foundation Poverty and the Underclass à l'université du Michigan. La nomination a été organisée conjointement par la Ford School of Public Policy et la School of Social Work.
En 2010, elle a remporté le Allan Schnaiberg Outstanding Publication Award pour le livre Environment and the People in American Cities, 1600s-1900s: Disorder, Inequality, and Social Change (Duke University Press, 2009). Taylor a été présidente de la section Environnement et technologie de l'American Sociological Association de 2012 à 2013.
En 2012, Dorceta Taylor est devenue la chercheuse principale d'une subvention de cinq ans du Département de l'agriculture des États-Unis pour étudier les disparités raciales et de classe dans l'accès à la nourriture dans l'État du Michigan.
En 2014, elle a été célébrée par la ville de San Francisco comme l'une des 29 écologistes noires qui ont apporté un « changement réel et durable ».
En 2015, Dorceta Taylor est devenue la professeure de justice environnementale et la directrice de la diversité, l'équité et l'inclusion de la Collégiale James E. Crowfoot à la School for Environment and Sustainability (SEAS) de l'université du Michigan.
En 2018, elle a été célébrée par un large éventail d'organisations environnementales parmi les plus éminentes au monde. Elle s'est vu décerner le Women in Conservation Rachel Carson Award de la National Audubon Society, le Freudenburg Lifetime Achievement Award de l'Association of Environmental Science and Studies, le National Science Foundation's Presidential Award de l'Excellence in Science, Mathematics & Engineering, Mentoring (PAESMEM), le Distinguished Faculty Achievement Award de l'université du Michigan et le President's Award de la Detroit Audubon Society.
En 2021, Dorceta Taylor est devenue la première doyenne principale associée de la diversité, de l'équité et de l'inclusion à la Yale School of the Environment.

## Travail sur la diversité dans les organisations environnementales
Le travail de Dorceta Taylor sur l'exclusion raciale dans le mouvement écologiste a commencé en 1989, avec son article "Blacks and the Environment: Toward an Explanation of the Concern and Action Gap between Blacks and Whites", et elle a écrit de nombreux articles sur le sujet dans le début des années 1990. En 2014, Dorceta Taylor a rédigé un rapport novateur sur la diversité dans les organisations environnementales. Les conclusions du rapport, selon lesquelles les organisations environnementales ne parvenaient pas à représenter la diversité de la population américaine dans leur leadership, ont suscité une tempête de controverse. Le rapport a été commandé par l'initiative de diversité Green 2.0, qui continue de suivre les données sur la diversité pour les 40 plus grandes organisations environnementales,. Pour élargir les perspectives de ce travail, en 2018, Dorceta Taylor a publié un rapport actualisé qui examinait l'état de la diversité dans plus de 2 000 organisations environnementales américaines à but non lucratif et la mesure dans laquelle elles déclarent leurs caractéristiques sociodémographiques et leurs activités de diversité sur le système de rapport GuideStar. En 2019, Dorceta Taylor a publié de nouvelles recherches sur le manque de rapports sur la diversité dans les organisations environnementales.

### Initiative de développement du leadership environnemental des minorités (MELDI)
Grâce au financement de la Fondation Joyce, en 2003, Dorceta Taylor a fondé l'Initiative de développement du leadership environnemental multiculturel (MELDI). En 2005, elle a organisé une conférence nationale et en 2007 une conférence internationale dans le but d'évaluer l'état de la diversité dans le domaine de l'environnement et de planifier le renforcement de la diversité à l'avenir. Plusieurs articles présentés à la conférence de 2007 ont été publiés dans le livre Environment and Social Justice: An International Perspective.
Dorceta Taylor a également mené quatre études sur la diversité, financées par la Joyce Foundation, la Ford Foundation et la National Science Foundation, et publiées dans BioScience, Journal of Environmental Education, Research in Social Problems and Public Policy et Environmental Practice.

### Programme de boursiers en environnement (EFP)
En 2015, Taylota r a lancé l' Envionmental Fellows Program (EFP) en partenariat avec l'Environmental Grantmakers Association. L'Environmental Fellows Program (EFP)  et un programme national qui vise à diversifier le domaine philanthropique de l'environnement et de la conservation grâce à des stages d'été rémunérés de 12 semaines pour les étudiants diplômés dans des fondations partenaires et des organisations à but non lucratif. Les bParmi lilleurs de fonds du programme inclufigurentot.t., Island Foundation, New York Community Trust, Pisces Foundation, etc.   p.rogramme vise à réduire les obstacles à l'entrée pour les emplois de niveau intermédiaire et supérieur dans les organisations et les fondations environnementales pour les professionnels issus de milieux sous-représentés en les mettant en contact avec des mentors et en leur donnant une expérience sur le terrain.

### Programme de bourses Doris Duke Conservation (DDCSP YSE)
Toujours en 2015, Dorceta Taylor a lancé la branche Yale School of the Environment du Doris Duke Conservation Scholars Program (DDCSP), financé par la Doris Duke Charitable Foundation. En 2020, le programme a été transféré à la Yale School of the Environment avec Dorceta Taylor. Ce programme est un stage de deux étés visant à diversifier le secteur de la conservation en donnant des opportunités aux étudiants issus de milieux sous-représentés dans le domaine et à ceux qui s'engagent pour la diversité, l'équité et l'inclusion. Grâce à cette expérience, environ 20 étudiants de premier cycle acquièrent de l'expérience chaque été grâce à un été de recherche en laboratoire et un été supplémentaire de stage avec des groupes environnementaux.

### Conférences sur la diversité, l'équité et l'inclusion
En 2018, la conférence New Horizons in Conservation -dirigée par Dorceta Taylor- a eu lieu à Washington. Plus de 200 étudiants, professeurs, anciens élèves du programme environnemental et du programme Doris Duke Conservation Scholars et professionnels de la conservation -dont la majorité sont des personnes de couleur- se sont réunis pour « célébrer et évaluer » la diversité, l'équité et l'inclusion dans le secteur de l'environnement, marquant une étape importante dans l'histoire de la conservation. « Les étudiants et les jeunes professionnels qui ont assisté à cette conférence représentent l'avenir de la conservation », a déclaré Dorceta Taylor à propos de la conférence, « ils sont multiculturels, aux multiples facettes et talentueux, et ils sont prêts à assumer des rôles de leadership dans ce secteur. La diversité nous profite à tous, et elle est source de force ». La programmation comprenait une longue série de conférences, le renforcement de la communauté et le développement de carrière et académique pour les anciens du programme.
La conférence « New Horizons in Conservation » est désormais un rassemblement annuel pour les personnes issues de milieux sous-représentés dans le domaine de la conservation et celles qui s'engagent pour les principes de diversité, d'équité et d'inclusion. L'événement attire des participants de tout le pays, de diverses professions et à différentes étapes de carrière, y compris, mais sans s'y limiter, des étudiants de premier cycle et des cycles supérieurs, des universitaires, des professionnels de l'environnement, des défenseurs des politiques et des élus. New Horizons s'efforce également de renforcer les filières essentielles construites par les programmes de parcours de diversité à travers le pays en offrant des espaces permettant aux participants pour qu'ils puissent se connecter avec leurs pairs, réseauter, participer à des ateliers et des formations pratiques de développement professionnel, assister à des excursions locales et entendre un large éventail de leaders et de visionnaires dans le domaine. La deuxième conférence annuelle New Horizons in Conservation a eu lieu à Chicago, dans l'Illinois, en avril 2019. La troisième conférence annuelle devait avoir lieu à Ann Arbor, Michigan, en avril 2020, mais a été annulée en raison de la pandémie de COVID-19. La conférence a été organisée virtuellement par la Yale School of the Environment en 2021, avec plus de 800 participants de plusieurs pays. La conférence 2022 aura lieu à New Haven, Connecticut.

### Initiative Justice, Équité, Diversité et Inclusion (JEDSI)
En 2021, Dorceta Taylor a lancé l'initiative Justice, équité, diversité et durabilité (JEDSI) à la Yale School of the Environment. JEDSI cherche à examiner la relation entre les inégalités sociales, les expériences vécues et les résultats environnementaux. JEDSI se concentre actuellement sur huit principaux domaines de recherche, d'enseignement et de pratique : Nature Histoire de l'environnement, expériences de plein air, attitudes et perceptions Inégalités environnementales, résilience et durabilité Alimentation et agriculture : accès, souveraineté, justice alimentaire Diversité institutionnelle, transparence et main-d'œuvre Dynamics Diversity Pathway Programming New Horizons dans la Conférence de conservation Mentorat et Profils des Professionnels de couleur de l'environnement.

## Travail sur la justice environnementale
Le livre primé de Dorceta Taylor, The Environment and the People in American Cities (Duke University Press, 2009), porte sur les défis environnementaux auxquels les villes américaines ont été confrontées du XVIIe au XXe siècle. Elle a documenté les dynamiques de race, de classe et de genre qui sont apparues lorsque les citadins tentaient de faire face aux problèmes environnementaux. Le livre a également démontré que dès le départ, des inégalités environnementales sont apparues dans les villes américaines et se sont perpétuées de manière délibérée ou non. Ouvrage « ambitieux » et « impressionnant » couvrant 500 ans d'histoire, The Environment and the People in American Cities est le premier de trois livres, tandis que le second de la série, The Rise of the American Conservation Movement (Duke University Press), a été publié en 2016. Dedans, elle y examine l'émergence et la montée du mouvement de conservation américain du milieu des années 1800 au début des années 1900, démontrant comment la race, la classe et le sexe ont influencé tous les aspects du mouvement, de la création de parcs aux loisirs de plein air et à la conservation des forêts ; et les liens du mouvement avec les idéologies du XIXe siècle. « De grande portée », « nuancée » et « complète », un chercheur a suggéré que The Rise of the American Conservation Movement documente le mouvement d'une manière qui incitera les lecteurs à reconsidérer ce qu'ils ont déjà appris sur l'histoire de l'environnement.
Le troisième livre de la série de Dorceta Taylor, Toxic Communities: Environmental Racism, Industrial Pollution, and Residential Mobility (New York University Press, 2014) relatent la contamination des communautés minoritaires et à faible revenu aux États-Unis. Il examine sept théories différentes qui ont été utilisées pour expliquer pourquoi les minorités raciales et les pauvres vivent souvent à côté d'installations toxiques ou d'utilisations indésirables des terres, et remet en question en particulier l'hypothèse selon laquelle les communautés minoritaires ont la mobilité requise pour s'éloigner de ces installations. S'appuyant sur des exemples pratiques, le livre documente comment l'histoire des politiques de logement discriminatoires sur le plan racial a effectivement contraint les minorités à se rapprocher des industries polluantes. Le livre intègre des idées de la sociologie et de l'étude du développement urbain qui avaient auparavant été ignorées dans la recherche sur la justice environnementale. Un chercheur a suggéré que, compte tenu du traitement complet par Dorceta Taylor de l'histoire des débuts du mouvement américain pour la justice environnementale, son livre devrait être "le dernier" à passer en revue cette histoire de manière aussi détaillée, car les auteurs futurs pourraient simplement se référer entre parenthèses à son travail.

## Travail sur l'insécurité alimentaire
Dans le cadre d'un projet allant de 2012 à 2018, Dorceta Taylor a collaboré avec des chercheurs de l'université d'État de la Grand Valley, de l'université d'État du Michigan, de l'université de Michigan-Flint, de l'université d'État du lac supérieur et de l'université du Wisconsin-Madison pour travailler sur un projet qui examine l'insécurité alimentaire au Michigan. Un site Web connu sous le nom de Food Access in Michigan ou FAIM, est lancé en août 2018. L'étude examine la relation entre les caractéristiques démographiques et la répartition des points de vente d'alimentation dans 18 petites et moyennes villes de l'État. Il décrit également les interventions nutritionnelles et comportementales efficaces, ainsi que les mécanismes permettant d'améliorer l'accès à la nourriture et la participation aux initiatives alimentaires locales. Ces questions sont étudiées à Sault Ste. Marie, Brimley/Bay Mills et St. Ignace - villes de la péninsule supérieure ; Holland, Muskegon, Benton Harbour et Grand Rapids à l'ouest ; Flint, Saginaw, Lansing et Kalamazoo dans la partie centrale ; et Ypsilanti, Taylor, Southfield, Warren, Pontiac, Inkster et Dearborn dans le sud-est. Ces villes ont de grandes populations d'un ou plusieurs des groupes raciaux et ethniques suivants : Noirs, Hispaniques, Amérindiens, Asiatiques et Arabes.

## Récompenses et reconnaissance
- Intronisée en tant que Fellow à l'American College of Environmental Lawyers, 2021
- Reconnue par LiveKindly comme l'un des 7 écologistes noirs façonnant l'avenir, 2021 [33]
- Prix Women in Sustainability, Envision Charlotte et Wells Fargo, 2020 [34]
- Sceau du Michigan, Michigan Legislative Black Caucus, 2020 [35]
- Célébrée en tant que leader environnemental noir, Environmental Defense Fund, 2020 [36]
- Reconnue par Green America comme l'un des 8 leaders noirs qui ont révolutionné le mouvement climatique, 2020 [37]
- Reconnue par l'AARP comme l'un des 8 leaders qui perpétuent l'héritage de Martin Luther King Jr., 2020 [38]
- Médaille Wilbur Cross, Association des anciens élèves de la Yale Graduate School, 2020[39],
- Prix du champion des communautés durables EcoWorks, EcoWorks Detroit, 2020 [40]
- Présenté dans l'exposition Women in Leadership, Smithsonian Institution - Anacostia Museum, 2019
- Prix présidentiel de la Fondation nationale des sciences pour l'excellence en mentorat en sciences, mathématiques et ingénierie, 2018 [1]
- Prix Freudenburg pour l'ensemble de ses réalisations, Association des sciences et études environnementales, 2018
- Prix Women in Conservation Rachel Carson, National Audubon Society, 2018 [9]
- Prix du président de la Detroit Audubon Society, 2018 [10]
- Prix d'excellence du corps professoral de l'université du Michigan, 2018 [41]
- Prix Burton V. Barnes pour l'excellence académique, chapitre du Sierra Club Michigan, 2017 [42]
- Prix Charles Horton Cooley, Association de sociologie du Michigan, 2015 [43]
- Prix des anciens élèves exceptionnels de la Yale School of Forestry and Environmental Studies, 2015 [44]
- Prix de contribution distinguée Fred Buttel, American Sociological Association, 2015 [6]
- Écologistes noirs pendant le Mois de l'histoire des Noirs, San Francisco, 2014 [8]
- Prix du service de diversité Harold R. Johnson, université du Michigan, 2012 [45]
- Allan Schnaiberg Outstanding Publication Award pour le livre, Environment and the People in American Cities, 1600s-1900s: Disorder, Inequality, and Social Change, The Environment and Technology Section of the American Sociological Association, 2010 [6]
- Boursier d'enseignement d'été du Telluride Honors Program. Université du Michigan, Ann Arbor, 2010
- Bourse du programme Edward P. Bass Distinguished Visiting Environmental Scholars Program, université Yale, 2005
- Biographie incluse dans le Directory of American Scholars, 11e éd., Gale Group, MI: Farmington Hills, 2001
- Reconnaissance du leadership au Yale Forest Forum et au Seventh Forest Congress, Forest Congress Board, 1996
- Présentée dans Excellence Through Diversity: Profiles of Forty-Two Ford Foundation Fellows du National Research Council, Washington, DC, 1996
- Reconnaissance pour réalisations environnementales exceptionnelles, Northeastern Illinois University, 1993
- Reconnaissance pour services distingués à l'université et à l'enseignement supérieur, Northeastern Illinois University, 1993

## Publications sélectionnées

### Livres
- Taylor, DE (2016). La montée du mouvement de conservation américain: pouvoir, privilège et protection de l'environnement . Duke University Press.
- Taylor, DE (2014). Communautés toxiques : racisme environnemental, pollution industrielle et mobilité résidentielle . Presse universitaire de New York.
- Taylor, DE (2010). Environnement et justice sociale : Une perspective internationale Vol : 18 . Emerald Group Publishing Limited.
- Taylor, DE (2009). L'environnement et les gens dans les villes américaines, 1600-1900 : désordre, inégalité et changement social . Université Durham Duke.

### Rapports
- Price, Diversity Pathways: Broadening Participation in Environmental Organizations, 2018 (DOI 10.13140/RG.2.2.19473.68963/1)
- Dorceta E Taylor, Diversity in Environmental Organizations Reporting and Transparency, 2018 (DOI 10.13140/RG.2.2.24588.00649)
- Dorceta E Taylor, Environmental Organizations in the Great Lakes Region: An Assessment of Institutional Diversity, 2014 (DOI 10.13140/RG.2.2.29479.24487)
- Dorceta E Taylor, The State of Diversity in Environmental Organizations Mainstream NGOs Foundations Government Agencies, 2018 (DOI 10.13140/RG.2.2.34512.40962)